# アレクシオス・ストラテゴポウロス
アレクシオス・コムネノス・ストラテゴポウロス (ギリシア語: Ἀλέξιος Κομνηνός Στρατηγόπουλος) は、ニカイア帝国、ビザンツ帝国の貴族。メガス・ドメスティコス（帝国軍総司令官）やカエサルの地位まで上った。1261年にラテン帝国からコンスタンティノープルを奪回し、パレオロゴス朝によるビザンツ帝国復興の立役者となったことで知られる。

## 略歴
多くの皇帝を輩出したコムネノス家の末裔であり、1250年代にエピロス専制侯国を攻めるニカイア帝国軍の将軍として登場するが、この時すでに老齢の域に入っていた。ニカイア皇帝テオドロス2世ラスカリスの寵を失ったものの、ミカエル8世パレオロゴスを支持し、1258年に彼が権力を掌握するのを助けた。1259年のペラゴニアの戦いでは反ニカイア連合軍を打ち破るのに貢献したものの、翌年にエピロス軍に敗れ捕らえられた。数か月後に釈放されてからしばらくして、1261年に軍を率いてコンスタンティノープルの偵察に向かったが、この時思いがけなく街の制圧に成功し、ビザンツ帝国復活につながった。しかし翌年に再びエピロスの捕虜となり、数年間をイタリアで過ごした。釈放されたのちは公職から退き、1270年代前半に死去した。

## 家系と親族

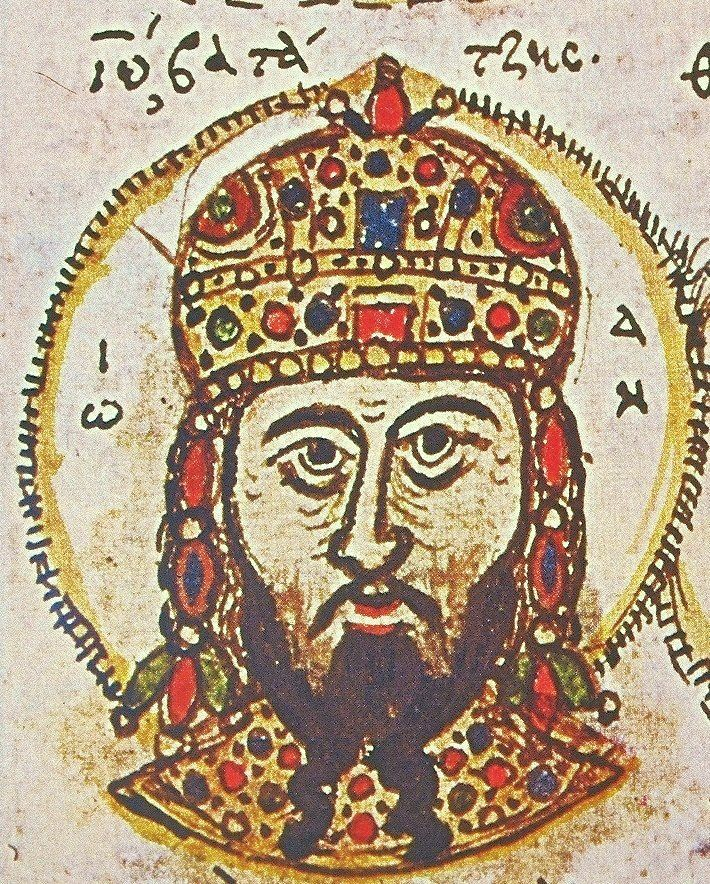
ニカイア皇帝ヨハネス3世ドゥーカス・ヴァタツェス

アレクシオス・ストラテゴポウロスの前半生については一切記録が残っていない。彼につながる正確な系譜も不明で、ただストラテゴポウロス家が貴族であることしかわかっていない。他のストラテゴポウロス家の人物としては、11世紀から12世紀にかけて生きて1216年ごろにニカイア帝国のメガス・ロゴセテスを務めたヨハネス・ストラテゴポウロスという人物が知られているが、彼とアレクシオスとの血縁関係も不明である。ただ、1255年頃に用いられたと考えられている印章に「アレクシオス・ストラテゴポウロス　コムネノス家」という刻印がみられることから、ストラテゴポウロス家はコムネノス家の流れをくんでいたと考えられる。
15世紀のコンスタンディヌーポリ総主教ゲンナディオス2世や16世紀の学者Pseudo-Sphrantzesによれば、アレクシオス・ストラテゴポウロスはカエサルのニケフォロス・メリッセノスと皇帝アレクシオス1世コムネノス (在位: 1081年–1118年),の娘エウドキア・コムネナの間に生まれたヨハネス・コムネノスの子孫であるという。Pseudo-Sphrantzesは、アレクシオスはヨハネス・コムネノスの曽孫で、「ストラテゴポウロス」という家名は祖父すなわちヨハネス・コムネノスの息子アレクシオスの妻から受け継がれたものであるとしている。一方ゲンナディオス2世は、アレクシオス・ストラテゴポウロスはヨハネス・コムネノスの玄孫であり、「ストラテゴポウロス」とはアレクシオス・ストラテゴポウロスの父テオドシウスがニカイア皇帝ヨハネス3世ドゥーカス・ヴァタツェスからその将軍としての明敏さを褒められ、「小さな元帥」という意味の通称を与えられたことに由来する、としている。
アレクシオス・ストラテゴポウロスの生年も分かっていないが、1258年の記録ですでに「老人」と呼ばれていることから、12世紀から13世紀の変わり目付近で生まれたのではないかと推測されている。アレクシオス・ストラテゴポウロスにはコンスタンティノスという息子がいた。ゲオルギオス・パキメレスによれば、彼はヨハネス3世の弟でセバストクラトルだったイサキオス・ドゥーカス・ヴァタツェスの娘と結婚した。

## ニカイアの将軍

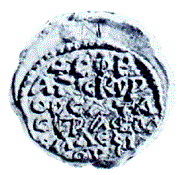
アレクシオス・ストラテゴポウロスの印章

アレクシオス・ストラテゴポウロスの名前が年代記に登場するのは1252/3年、ヨハネス3世ドゥーカス・ヴァタツェスの時代である。彼は分遣隊を率いてオストロヴォ湖近辺に進出し、ライバル国のエピロス専制侯国領を荒らした。1254年、彼はマケドニアのセレスに拠点を置き、翌年メガス・プリミケリオスのコンスタンティノス・トルニケスと共にロドピ山脈の西側のツェパイナ城を攻撃したが、この遠征は多数の犠牲者を出して失敗した。同時代の歴史家ゲオルギオス・アクロポリテスは、対峙したブルガリア軍を前もって調査することを怠った2人の将軍を非難している。ニカイア軍は装備や馬を「ブルガリアの羊飼いや豚飼い」のもとに残して潰走した。皇帝テオドロス2世ラスカリス (在位: 1254年–1258年)もこの敗北に憤激し、2人を解任した。その上、アレクシオス・ストラテゴポウロスが野心家のミカエル・パレオロゴスの派閥と近い関係にあったのも災いして、アレクシオスはまもなく投獄され、息子のコンスタンティノスは不敬罪に問われ両目を潰された。
テオドロス2世は1258年8月に死去し、間もなくストラテゴポウロスは釈放されたとされる。テオドロス2世の幼い息子ヨハネス4世ラスカリスがニカイア帝位を継ぎ、ゲオルギオス・ムザロンが摂政となったが、ストラテゴポウロスが加担するミカエル・パレオロゴス派がムザロンとの抗争に勝利し、8月25日にミカエル・パレオロゴスが摂政の地位についた。同年、ストラテゴポウロスはミカエル・パレオロゴスの弟でメガス・ドメスティコスのヨハネス・パレオロゴスと共に、エピロス専制侯国支配下のマケドニアへ侵攻した。1259年初頭にミカエル・パレオロゴスがミカエル8世として共同皇帝に即位すると、ヨハネス・パレオロゴスはセバストクラトルに昇進し、ストラテゴポウロスはそのあとを継いでメガス・ドメスティコスとなった。1259年、ストラテゴポウロスはペラゴニアの戦いでエピロス・シチリア・アカイア連合軍を破り、シチリア王マンフレーディが派遣してきたドイツ人騎士400人の部隊を捕虜とした。
その後、ヨハネス・パレオロゴスはテッサリアに侵攻し、ストラテゴポウロスとヨハネス・ラウル・ペトラリファスもエピロス領深くへ侵攻した。まずピントス山脈を越え、包囲下にあったヨアニナを迂回し、エピロスの首都アルタを陥れた。エピロス専制侯ミカエル2世アンゲロス・コムネノスはケファロニア島へ逃れた。この時、歴史家ゲオルギオス・アクロポリテスら多くのニカイア人捕虜がアルタから解放された。この戦果により、ストラテゴポウロスはカエサルに昇進した。しかし翌年になると、ニカイア帝国は前年の成果を次々と失っていった。ミカエル2世やその息子たちがイタリア人傭兵を連れてアルタに上陸し、エピロスの住民は再び彼に従うようになった。ナフパクトス近くのトリコルフォン峠で、ストラテゴポウロス率いるニカイア軍はエピロス軍に惨敗し、ストラテゴポウロス自身も敵の捕虜となった。

## コンスタンティノープル制圧

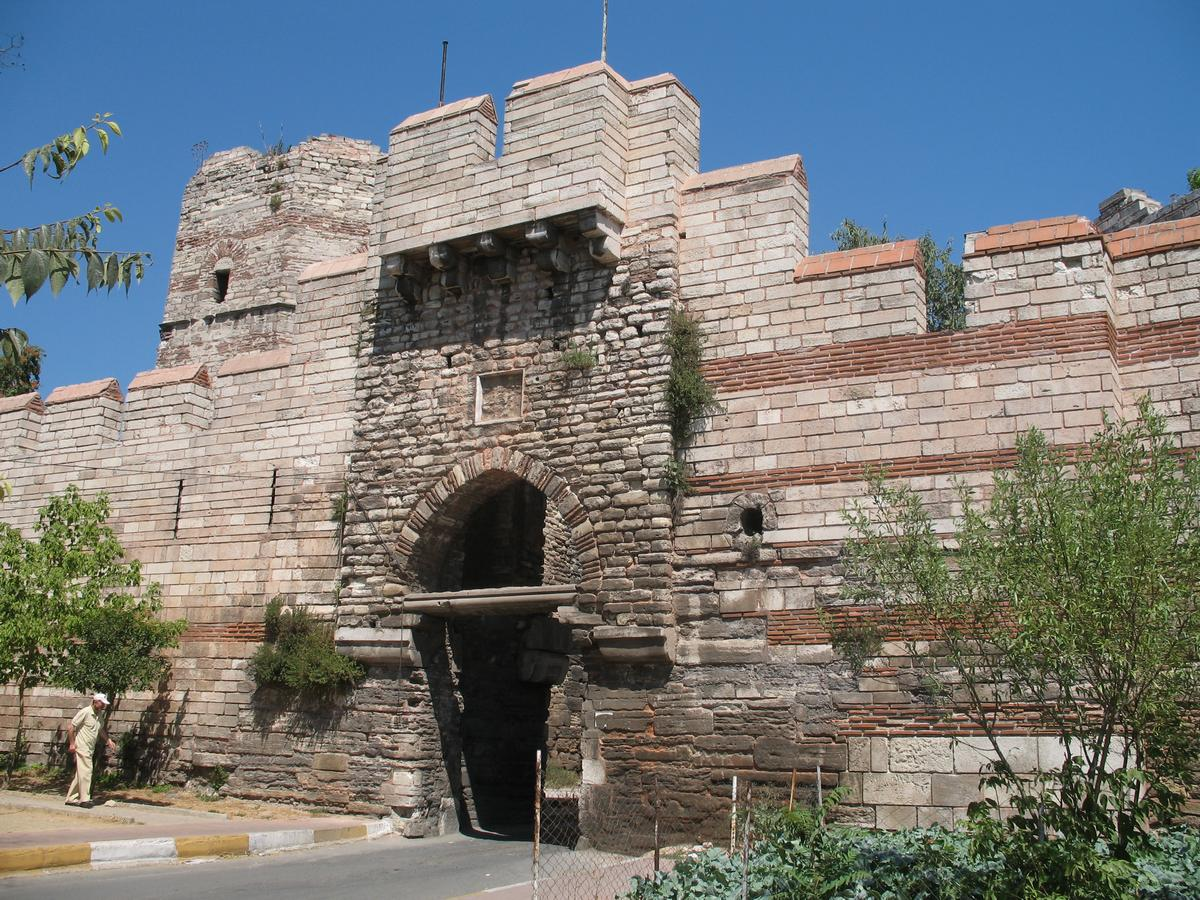
コンスタンティノープルの春の門（セリュンブリア門）。1261年7月25日、ストラテゴポウロスの部隊はこの門からコンスタンティノープルに入城した。

こうした揺り戻しはあったものの、ペラゴニアの勝利でニカイア帝国が得た優位が揺らぐことはなく、ミカエル8世は最大の目標であるコンスタンティノープル奪回へと進み始めた。このかつてのビザンツ帝国首都だった都市は、1204年に第4回十字軍が占領して以降、ラテン帝国の支配下にあった。1260年、ミカエル8世はコンスタンティノープルを攻撃したが失敗し、8月にラテン帝国と1年間の休戦を結んだ。次の戦争に向けて、ミカエル8世は1261年3月にジェノヴァ共和国とニンファエウム条約を結んで同盟し、休戦消滅間近の7月になると、少し前にエピロスから釈放されたばかりのストラテゴポウロスに800人の小部隊（大部分がクマン人）を与え、北方のブルガリアの動きとラテン帝国の防備を探りに向かわせた。
ストラテゴポウロスらはコンスタンティノープルの西方30マイル (48 km)ほどのセリュンブリア村まで来たところで、自作農（テレマタリオイ）たちからコンスタンティノープルの状況を知った。ラテン帝国軍やその同盟国であるヴェネツィア共和国の艦隊は、ニカイア領のダフノウシア島攻撃に向かっていて、コンスタンティノープルを留守にしているということであった。ストラテゴポウロスは、当初この好機を生かすことを渋った。ここでコンスタンティノープルを征服するのは越権行為であり、またいかに街が無防備とはいえ、すぐにラテン軍が帰ってくれば彼のニカイア軍は太刀打ちできないためであった。しかし最終的に、ストラテゴポウロスはこの街を奪回する絶好の機会を逃すことはできないと決断を下した。
1261年7月24日から25日にかけての夜、ストラテゴポウロス隊はテオドシウスの城壁に近づき、春の門の近くにある聖母マリア教会に潜んだ。一部の兵が先遣隊として派遣され、数人のテレマタリオイの案内に従って、秘密の通路を通ってコンスタンティノープル市内に侵入した。彼らは城門の守備兵を奇襲し、内側から門を開けた。ラテン人は全く不意を突かれ、小さな戦闘の末にニカイア軍が陸側の城壁を奪取した。この報はすぐさま都市全体に広がり、ラテン皇帝ボードゥアン2世以下ラテン人たちは金角湾沿いの港に逃げ、船で脱出を試みた。ストラテゴポウロス隊は海沿いにあったヴェネツィア人の建物や倉庫を焼き払い、ヴェネツィア軍が上陸してくるのを予防した。ラテン人住民の多くはたまたま到着したヴェネツィア艦隊に逃げ込んで近隣のフランコクラティアへ脱出したが、コンスタンティノープルの都市はニカイア帝国の手に落ちることになった。ニカイア帝国軍によるコンスタンティノープルの奪回は、ビザンツ帝国復活を知らせる象徴的な事件となった。8月15日、生神女就寝祭の日、ミカエル8世がコンスタンティノープルに入城し、ハギア・ソフィア大聖堂で戴冠式を行った。もはや共同皇帝ヨハネス4世ラスカリスは用済みとなり、この若い皇帝は目を潰されたうえで投獄された。
ストラテゴポウロスはミカエル8世から凱旋式を行う栄誉を与えられ、その名が皇帝とコンスタンディヌーポリ総主教とともに教会に刻まれた

## 再度の虜囚と死
最高の名誉を得たストラテゴポウロスは、1262年にふたたびエピロス遠征軍を任された。しかし彼はエピロス専制侯ニケフォロス1世に敗れて再び捕虜となり、今度はイタリアのマンフレーディの元へ送られた。1265年、彼はマンフレーディの姉コンスタンツェ・フォン・シュタウフェン（ヨハネス3世ドゥーカス・ヴァタツェスの未亡人）との捕虜交換により釈放された。1270年12月にヴォロス近くのマクリニティッサ修道院に寄付したというのが、アレクシオス・ストラテゴポウロスの名が残る最後の記録である。彼は1271年から1275年の間に、おそらくコンスタンティノープルで死去した。